# Milhac (Viena)
Milhac (en francès Millac) és un municipi francès situat al departament de la Viena i a la regió de la Nova Aquitània. L'any 2007 tenia 525 habitants.

## Demografia

### Població
El 2007 la població de fet de Millac era de 525 persones. Hi havia 212 famílies de les quals 56 eren unipersonals (24 homes vivint sols i 32 dones vivint soles), 100 parelles sense fills, 52 parelles amb fills i 4 famílies monoparentals amb fills.
La població ha evolucionat segons el següent gràfic:
Habitants censats

### Habitatges
El 2007 hi havia 350 habitatges, 224 eren l'habitatge principal de la família, 62 eren segones residències i 63 estaven desocupats. 345 eren cases i 3 eren apartaments. Dels 224 habitatges principals, 181 estaven ocupats pels seus propietaris, 40 estaven llogats i ocupats pels llogaters i 3 estaven cedits a títol gratuït; 3 tenien una cambra, 12 en tenien dues, 27 en tenien tres, 76 en tenien quatre i 107 en tenien cinc o més. 167 habitatges disposaven pel capbaix d'una plaça de pàrquing. A 118 habitatges hi havia un automòbil i a 80 n'hi havia dos o més.

### Piràmide de població
La piràmide de població per edats i sexe el 2009 era:
| Homes | Edats   | Dones |
| ----- | ------- | ----- |
| 0     | 95 o +  | 0     |
| 4     | 90 a 94 | 4     |
| 4     | 85 a 89 | 12    |
| 4     | 80 a 84 | 4     |
| 8     | 75 a 79 | 16    |
| 12    | 70 a 74 | 24    |
| 24    | 65 a 69 | 24    |
| 32    | 60 a 64 | 16    |
| 12    | 55 a 59 | 28    |
| 16    | 50 a 54 | 20    |
| 16    | 45 a 49 | 32    |
| 8     | 40 a 44 | 4     |
| 24    | 35 a 39 | 4     |
| 36    | 30 a 34 | 24    |
| 24    | 25 a 29 | 24    |
| 4     | 20 a 24 | 4     |
| 24    | 15 a 19 | 12    |
| 16    | 10 a 14 | 20    |
| 16    | 5 a 9   | 12    |
| 28    | 0 a 4   | 4     |

## Economia
El 2007 la població en edat de treballar era de 300 persones, 202 eren actives i 98 eren inactives. De les 202 persones actives 183 estaven ocupades (103 homes i 80 dones) i 19 estaven aturades (9 homes i 10 dones). De les 98 persones inactives 35 estaven jubilades, 20 estaven estudiant i 43 estaven classificades com a «altres inactius».

### Ingressos
El 2009 a Millac hi havia 242 unitats fiscals que integraven 535,5 persones, la mediana anual d'ingressos fiscals per persona era de 14.518 €.

### Activitats econòmiques
Dels 22 establiments que hi havia el 2007, 4 eren d'empreses extractives, 1 d'una empresa alimentària, 1 d'una empresa de fabricació d'altres productes industrials, 6 d'empreses de construcció, 2 d'empreses de comerç i reparació d'automòbils, 2 d'empreses d'hostatgeria i restauració, 2 d'empreses immobiliàries, 3 d'empreses de serveis i 1 d'una empresa classificada com a «altres activitats de serveis».
Dels 6 establiments de servei als particulars que hi havia el 2009, 1 era un paleta, 2 guixaires pintors, 1 fusteria, 1 restaurant i 1 agència immobiliària.
L'únic establiment comercial que hi havia el 2009 era una fleca.
L'any 2000 a Millac hi havia 37 explotacions agrícoles que ocupaven un total de 2.392 hectàrees.

## Equipaments sanitaris i escolars
El 2009 hi havia una escola elemental.

## Poblacions més properes
El següent diagrama mostra les poblacions més properes.